# Euphrasia multifolia
Euphrasia multifolia är en snyltrotsväxtart som beskrevs av Richard von Wettstein. Euphrasia multifolia ingår i släktet ögontröster, och familjen snyltrotsväxter.

## Underarter
Arten delas in i följande underarter:
- E. m. inaensis
- E. m. kirishimana